# Mozart Camargo Guarnieri
Mozart Camargo Guarnieri (Tietê, in São Paulo, 1 februari 1907 - São Paulo, 13 januari 1993) was een Braziliaans componist, dirigent en muziekpedagoog.

## Levensloop
Hij is een zoon van een Italiaanse emigrant (Miguel Guarnieri). De familie had negen kinderen, van wie er vier zonen waren, die allen namen van componisten dragen: Mozart, Bellini, Rossini en Verdi. De eerste muziekles kreeg hij van zijn vader, een amateur-fluitist in het harmonieorkest, en van Benedito Flora een leraar in het dorp. Vanaf zijn 10e levensjaar ging hij naar professor Virgínio Dias waar hij zijn eerste compositieles kreeg. De familie vertrok naar São Paulo. Verdere studies deed hij bij Ernani Braga, Antonio de sá Pereira en vooral Lamberto Baldi.
Hij werd in 1927 docent voor piano aan het Conservatório Dramático e Musical de São Paulo, sinds 1960 was hij directeur van het conservatorium en werd met de muziekwetenschaper Mário de Andrade bekend, een van de belangrijkste mannen van het Braziliaanse modernisme, die de artistieke ontwikkeling van Guarnieri beslissend zal beïnvloeden en hem het advies gaf in zijn werken typische elementen van de Braziliaanse folklore te verwerken. In 1938 won hij voor zijn werk Flor de Tremembé voor 15 solo-instrumenten een prijs, die verbonden was met een studiebeurs voor Frankrijk. Dat verbond hij met studies, bij Charles Koechlin en Nadia Boulanger voor compositie.
Hij was in de jaren dertig ook dirigent van orkesten (Orquestra Sinfônica Municipal de São Paolo) en koren, onder andere de Coral Paulistino in São Paulo.
In de jaren veertig heeft hij als componist in het binnen- en buitenland naam gemaakt. Zijn werken werden in Zuid-Amerika en in de Verenigde Staten van Amerika met succes uitgevoerd. Daarom kreeg hij een aantal compositieopdrachten en hij werd ook als dirigent gevraagd. Met een in het maandelijks magazine O Estado de São Paulo op 7 november 1950 gepubliceerde open brief aan de muzikanten en critici van Brazilië en de in deze brief ontvouwen kritiek aan de twaalftoonstechniek, die door Hans-Joachim Koellreuter en de groep Música Viva vertegenwoordigd werd, veroorzaakte hij een grote en diepgaande discussie in de Braziliaanse cultuurscene. Als bevestiging van zijn eigen standpunt zijn de werken, die in de volgende tien jaren ontstaan helemaal van typisch Braziliaans invloeden voorzien, bijvoorbeeld de 3e Symfonie, de opera Pedro Malazarte, die op een Braziliaans sprookje gebaseerd is, en de eerste van de zeven Choros voor soloinstrumenten en orkest. In de latere jaren ontwikkelde zich zijn muzikale taal verder, werd harder en veelzijdiger, zoals in het Concert voor piano nr.5 uit het jaar 1970 met zijn twaalftoonreksen, maar die het Braziliaanse karakter vol naar voren brengt.
Hij was vele jaren docent aan de Universiteit van São Paulo en stichtte daar in 1975 een orkest. Tot zijn leerlingen behoorden o.a de componisten Osvaldo Lacerda en Almeida Prado. In 1992, kort voor zijn dood, werd hij door de Organisatie van Amerikaanse Staten met de Gabriela Mistral Prijs onderscheiden en daaraan verbonden was de titel Grootste hedendaagse componist van de drie Amerika's.
Behalve Pedro Malazarte schreef hij een verdere opera Um Homem só, zeven symfonieën, zes concerten voor piano, twee concerten voor viool, andere orkestwerken, kamermuziek, koorwerken, liederen en een omvangrijk pianooeuvre. Sinds 1945 was hij (ere)lid van de Academia Brasileira de Música.

## Composities

### Werken voor orkest

#### Symfonieën
- 1944 Symfonie nº 1
  1. Rude
  2. Profundo
  3. Radioso
- 1944 Symfonie nº 2 "Uirapuru"
  1. Energico
  2. Terno
  3. Festivo
- 1952 Symfonie nº 3
  1. Lento – Energico e violento
  2. Serenamente – Vivo
  3. Decidido
- 1963 Symfonie nº 4 "Brasilia"
  1. Allegro energico
  2. Lento e tragico
  3. Energico trionfante
- 1977 Symfonie nº 5, voor koor en orkest
  1. Lento – Allegro impetuouso
  2. Lento nostalgico
  3. Allegro
- 1981 Symfonie nº 6
  1. Energico e ritmado
  2. Triste
  3. Finale
- Symfonie nº 7

#### Concerten voor instrumenten en orkest
- 1931 Concerto nº 1, voor piano en orkest
  1. Salvagem
  2. Saudosamente
  3. Depressa
- 1940 Concerto nº 1, voor viool en orkest
- 1946 Concerto nº 2 voor piano en orkest
  1. Decidido
  2. Affettuoso: Scherzando
  3. Vivo
- 1952 Concerto nº 2 voor viool en orkest
- 1953 Variações sobre um tema nordestino para piano e orquestra
- 1964 Concerto nº 3 voor piano en orkest
  1. Allegro deciso
  2. Magoado
  3. Festivo
- 1968 Concerto nº 4 voor piano en orkest
  1. Resoluto
  2. Profundamente triste – Vivo – Profundamente Triste
- 1970 Concerto nº 5 voor piano en orkest
- Concerto nº 6 voor piano en orkest

#### Suites en overtures
- 1929 Suíte infantil
- 1942 Abertura Concertante voor orkest
- 1954 Suíte IV Centenário
- 1957 Suite uit de film "Rebelião em Vila Rica"
  1. Maestoso
  2. Andantino
  3. Misterioso
  4. Scherzando
  5. Agitado
  6. Alegre
  7. Valsa
  8. Saudoso
  9. Humoristico
  10. Gingando
- 1971 Abertura festiva

#### Choro's
- 1951 Choro para violino e orquestra
- 1956 Choro para clarineta e orquestra
- 1961 Choro para violoncelo e orquestra

#### Andere Werken
- 1937 Flor de Tremembé para 15 instrumentos solistas e percussão
- 1965 Seresta para piano e orquestra de câmara
- Dança Brasileira nr. 1, voor orkest[1]
- Encantamento

### Muziektheater

#### Opera's
| Voltooid in | titel           | aktes  | première                                                              | libretto                |
| ----------- | --------------- | ------ | --------------------------------------------------------------------- | ----------------------- |
| 1932        | Pedro Malazarte | 1 akte | mei 1952, Rio de Janeiro, Theatro Municipal do Rio de Janeiro         | Mário de Andrade        |
| 1960        | Um Homem só     | 1 akte | 29 november 1962, Rio de Janeiro, Theatro Municipal do Rio de Janeiro | Gianfrancesco Guarnieri |

#### Balletten
| Voltooid in | titel                                                                     | aktes | première | libretto           | choreografie       |
| ----------- | ------------------------------------------------------------------------- | ----- | -------- | ------------------ | ------------------ |
|             | Cangaceira ballet naar tema com 8 variações van 'Mozart Camargo Guarnieri |       |          | Flavio de Carvalho | Aurelio M. Milloss |

### Missen en cantates
- Missa Dilígite (Amai-vos uns aos outros) voor gemengd koor en strijkorkest
- Seca cantate voor sopraan, gemengd koor en orkest

### Werken voor koor
- 1936 Coisa deste Brasil voor gemengd koor

### Vocaalmuziek met orkest of instrumenten
- 2 Canções de Celso Brant
  1. Meus pecados
  2. Como o coração da noite

### Werken voor kamermuziek
- 1931 Trio voor viool, cello en piano
- 1931 Sonata no. 1 voor cello en piano
- 1931 Trio voor viool, viola en cello
- 1931 Blazerskwintet
- 1932 Quarteto n.1 (strijkkwartet)
- 1932 Angustia voor strijkkwartet
- 1933 Sonata no. 2 voor viool en piano
  1. Sem pressa e bem ritmado
  2. Profundamente terno
  3. Impetuoso
- 1944 Quarteto n.2 (strijkkwartet)
- 1946 Ponteio e Dança voor cello en piano
- 1950 Sonata no. 3 voor viool en piano
  1. Moderato espressivo
  2. Terno
  3. Decidido
- 1955 Sonata no. 2 voor cello en piano

- 1956 Sonata no. 4 voor viool en piano
  1. Energico ma espressivo
  2. Intimo
  3. Allegro appassionato
- 1959 Sonata no. 5 voor viool en piano
  1. Comodo
  2. Terno
  3. Gingando
- 1962 Quarteto n.3 (strijkkwartet)
- 1965 Sonata no. 6 voor viool en piano
  1. Tranquillo
  2. Misterioso
  3. Grandioso
- 1974/1982 Cantilenas voor cello en piano
- 1977 Sonata no. 3 voor cello en piano
- 1978 Sonata no. 7 voor viool en piano
  1. Energico
  2. Magoado
  3. Com alegria

### Werken voor piano
- 1918 Sonho de Artista (Valsa lenta)
- 1928 Canção sertaneja
- 1928 Dança brasileira
- 1928 Sonatina no. 1
  1. Molengamente
  2. Ponteado e bem dengoso
  3. Bem depressa
- 1929 Noturno
- 1929 Preludio e Fuga
- 1929 Suite infantil
  1. Acalanto　
  2. Requebrando　　
  3. Ponteio　　
  4. Maxixando
- 1929 Toada
- 1930 Choro torturado
- 1931 Danca selvagem
- 1931-1934 Cinco pecas infantis
  1. Estudando piano (1933)　
  2. Crianca triste (1933)　　
  3. Valsinha manhosa　　
  4. A crianca adormece (1933)　
  5. Polka (1931)
- 1931-1935 Ponteios 1 caderno (Da 1 a 10)
  1. Calmo, com profunda saudade (1931)　
  2. Raivoso e ritmado (1931)　
  3. Dolente (1931)　　
  4. Gingando (1931)　
  5. Fatigando (1932 ?)　　
  6. Apaixonado (1932 ?)　　
  7. Contemplativo (1933 ?)　　
  8. Angustioso (1933 ?)　
  9. Fervoroso (1934 ?)　
  10. Animado (1935)
- 1932 O Cavalinho da perna quebrada
- 1932 Lundu
- 1932 Piratininga
- 1934 Sonatina no. 2
  1. Alegre, com graca
  2. Ingenuamente
  3. Depressa　
  4. Espirituoso
- 1934 Valsa no. 1 Lentamente
- 1935 Tocata
- 1935 Valsa no. 2 Preguicoso
- 1936 Toada triste
- 1937 Sonatina no. 3 (in the G-clef)
  1. Allegro
  2. Con tenerezza　
  3. Ben ritmico (Two-Part Fugue)
- 1937 Valsa no. 3 Com moleza
- 1939 Ficaras sozinha
- 1943 Valsa no. 4 Calmo e saudoso
- 1944 Maria Lucia
- 1946 Dança negra
- 1947-1949 Ponteios 2 caderno (Da 11 a 20)
  1. Triste (1947)　
  2. Decidido (1949)　
  3. Saudoso (1948)　　
  4. Confiante (1949)　
  5. Incisivo (1949)
  6. Tranquilamente (1948)　　
  7. Alegre (1948)　
  8. Nostalgico (1949)　
  9. Calmo – Homenagem a Ernesto Nazareth (1949)
  10. Vagaroso (1949)
- 1948-1981 Improvisos no. 1-10
  1. Calmo (1948)　
  2. Lentamente – "Homenagem a Heitor Villa-Lobos" (1960)
  3. Nostalgico (1970)　　
  4. Saudoso (1970)　
  5. Alegre (1981)　　
  6. Tristonho (1974)　
  7. Tranquilo (1978)　　
  8. Profundamente triste (1980)　
  9. Melancolico (1975)　
  10. Dengoso (1981)
- 1948 Valsa no. 5 Calmo
- 1949-1988 Estudos no. 1-20
  1. Deciso (1949)
  2. Brilhante (1949)　　
  3. Appassionato (1949)　
  4. Animato (1954)　　
  5. Con moto (1950)　
  6. Impetusos, marcatissimo (1962)
  7. Sem pressa (1962)　
  8. Comodo (1962)　
  9. Furioso (1962)　　
  10. Movido (1964)　
  11. Brilhante (1968)　　
  12. Dengoso (1968)　　
  13. Lento e fluido – "Homenagem a Claude Debussy" (1969)
  14. Sem pressa (1969)　　
  15. Maneiroso (1970)　　
  16. Caprichoso (1984)　　
  17. Sem pressa (1985)　
  18. (para a mao esquerda) – Dramatico e Triste (1981)　
  19. "Ondeante" (1988)　
  20. "Saramba" (1982)

- 1949 Valsa no. 6 Lento
- 1952 Acalanto
- 1953 Suite mirim
  1. Ponteando　
  2. Tanguinho　
  3. Modinha
  4. Cirandinha
- 1954-1955 Ponteios 3 caderno (Da 21 a 30)
  1. Decidido (1954 ?)　　
  2. Triste (1954)　　
  3. Vigoroso (1954 ?)　
  4. Tranquilo (1954)　
  5. Esperto (1955)　　
  6. Calmo (1955)　
  7. Comodo e expressivo (1955)　　
  8. Calmo e sentido (1954)　
  9. Saudoso (1955)　
  10. Sentido (1955)
- 1954 Valsa no. 7 Saudoso
- 1954 Valsa no. 8 Calmo
- 1956-1957 Ponteios 4 caderno (Da 31 a 40)
  1. Triste (1956)　
  2. Com alegria (1957)
  3. Queixoso (1956)　　
  4. Calmo e solene (1956)　　
  5. Dengoso (1957)　　
  6. Tristemente (1957)　
  7. Com humor (1957)　
  8. Hesitante (1957)　
  9. Dengoso (1957)　
  10. Con moto (1957)
- 1957 Valsa no. 9 Calmo
- 1958-1959 Ponteios 5 caderno (Da 41 a 50)
  1. Tristemente (1958)　
  2. Dengoso, mas sem pressa (1958)　
  3. Grandeoso (1959)　　
  4. Desconsolado (1959)　
  5. Com alegria (1959)　
  6. Intimo (1959)　
  7. Animado (1959)
  8. Confidencial (1959)
  9. Torturado – "Homenagem a Alexander Skrjabin" (1959)　
  10. Lentamente e triste (1959)
- 1958 Sonatina no. 4
  1. Com alegria　
  2. Melancolico　
  3. Gracioso
- 1959 Valsa no. 10 Choroso
- 1960-1977 Serie dos curumins
  1. Brincando (1960)　
  2. Valsa (1961)　
  3. Flavinha (1969)　
  4. Valsinha pretensiosa (1965)　
  5. Acalanto para Barbara (1977)　　
  6. Valsinha (1971)　　
  7. Danca da pulga (1969)
- 1961 Baiao
- 1962 Sonatina no. 5
  1. Com humor　
  2. Muito calmo
  3. Com alegria
- 1969 Dança da pulga
- 1982 Sonatina no. 8
  1. Repenicado　　
  2. Profundamente intimo　　
  3. Dengoso
- 1982 Toada sentimental
- 1982-1988 Momentos
  1. Dolente (1982)　
  2. Lento e nostalgico (1982)　
  3. Com alegria (1982)　　
  4. Terno (1982)　　
  5. Desolado (1984)　　
  6. Improvizando (1985)　
  7. Calmo e tristonho – Homenagem a Henrique Oswald (1985)
  8. Gracioso (1986)　　
  9. Sofrido (1987)　　
  10. Intimo (1988)

### Filmmuziek
- 1957 Rebelião em Vila Rica